# محمد عبد الله الحوت
محمد عبد الله الحوت، هو شيخ دين ، باحث ، وكاتب ، ومصنف في الفقه الشرعي ، وله العديد من الكتب الإسلامية ، في القرن التاسع عشر الميلادي . ولد في اواخر القرن الثامن عشر الميلادي ، كان حافظا للقران الكريم وهو دون الثانية عشر من عمره ، انتقل إلى دمشق ليكمل تعليمه هناك ، في مسجد بني امية ، ثم عاد إلى بيروت ليرأس مدرسة النوفرة ، في وسط المدينة ، حيث ساهم بتطوير مناهجها لتشمل علوم الاحياء ، والحساب ، والتاريخ ، والجغرافيا ، تتلمذا فيها الكثير من علماء بيروت ، وكان له حلقة علم في الجامع العمري ، ثم تفرغ للبحث والكتابة واصدر كتابه الأول موجز في الميراث ، وقد خطه أحد تلميذ الشيخ محمدالحوت ، وهو عمر الأنسي سنة 1840 م ، ثم توالت كتبه ، لتصل إلى 31 مصنف ، لعل اهمها أسماء رجال البخاري ، و رسالة في الحساب ، واحسن الاثر ، وتاريخ الصحابة ، رسالة في علم الفلك ، في حين انه توفي سنة 1860 م ، رثاه الشاعر اللبناني نصيف اليازجي بقصيدة ، و كذلك فعل الشاعر السوري صلاح الدين اللبابيدي .